# Megastigmus amicorum
Megastigmus amicorum är en stekelart som beskrevs av Boucek 1969. Megastigmus amicorum ingår i släktet Megastigmus och familjen gallglanssteklar.
Artens utbredningsområde är:
- Algeriet.
- Bulgarien.
- Frankrike.
- Grekland.
- Italien.
- Marocko.
- Portugal.
- Spanien.
- Sverige.
- Tunisien.
- Ukraina.
- Kroatien.

Arten är reproducerande i Sverige. Inga underarter finns listade i Catalogue of Life.